# Гоберо
17°0′0″ пн. ш. 9°0′0″ сх. д. / 17.00000° пн. ш. 9.00000° сх. д.

Гоберо — археологічна пам'ятка в африканській пустелі Сахара, в Нігері. Датується 8 тис. роками до н. е.

## Древні поховання
Палеонтологи Пол Серено з Університету Чикаго з експедицією шукав залишки динозаврів, а знайшов поховання кам'яної доби, якому близько 5000 років. В похованні знайдено 67 могил.
Перші люди, що використовували ці поховання, відносяться до кіфійських племен, пізніше тенеріанці.